# Трайън
Трайън (на английски: Tryon) е град в окръг Полк, Северна Каролина, Съединени американски щати. Населението му е 1615 души (по приблизителна оценка от 2017 г.).
В Трайън е родена певицата Нина Симон (1933 – 2003).